# الک فارال
الک فارال (انگلیسی: Alec Farrall؛ زادهٔ ۳ مارس ۱۹۳۶) بازیکن فوتبال اهل بریتانیا است.
از باشگاه‌هایی که در آن بازی کرده‌است می‌توان به باشگاه فوتبال پرستون نورث اند، باشگاه فوتبال گیلینگام، باشگاه فوتبال لینکولن سیتی، باشگاه فوتبال اورتون، و باشگاه فوتبال واتفورد اشاره کرد.